# Алучин (вулкан)
Алучин — вулкан на реке Алучин в Анюйском хребте Чукотского автономного округа России. Тип вулкана — шлаковый конус. Хотя сам вулкан образовался давно, был исследован в экспедиции только в 2000—2001 годах XXI века Г. К. Клещёвым.

## Описание
Вулкан образован тремя конусами, названными Альфа, Бета и Гамма, которые расположены вдоль трещины. Альфа, главный конус, образовался в долине реки. Его высота составляет 70 метров, а диаметр — 450 метров. Имеет ширину кратера 130 метров и глубину 25 — 30 метров. Бета, меньший конус, образованный лавой и шлаком, вырос на юго-восточной стороне Альфы. Он выбрасывал лавовые бомбы размером до 15 сантиметров, которые падали в соседние долины. Конус Бета частично разрушился, имеет высоту 40 метров и кратер шириной 20 метров. Конус Гамма образован агломератами. Поскольку плохо затвердевшие агломераты подвержены быстрой эрозии, структура этого конуса сильно деградировала. Его высота составляет 100 метров, без узнаваемого кратера, а размер основания составляет 200 на 400 метров. Вулканическая активность породила потоки лавы, которые заполнили долину. Эти потоки покрывают площадь поверхности 250 км² и достигают длины 35 километров. Общий объём, достигаемый потоками, составляет более 0,05 км³. Часть лавы стекала в долину реки Алучин, достигая длины 5 метров. Эти лавовые потоки могут зависеть от извержений трещин вдоль разлома, а не от конусов. Извержение лавы нарушило русла рек Алучин и Бургахчан. Позже река Алучин прорезала в потоке лавы глубокое ущелье, обнажая столбчатые базальты. Извержения потоков лавы Бета и Гамма, по-видимому, произошли в результате трёх различных событий. Вулканические породы, извергаемые Алучинскими вулканическими конусами, представлены базальтами стекловидной, пемзовой и шлаковидной консистенции. Блоки гранодиоритов встречаются в виде ксенолитов. Лавовые потоки содержат оливин, ильменит и магнетит. Породы вулкана имеют базальтовый и трахибазальтовый состав, являясь типичной для континентальной Азии щелочной серией. На их образование повлияла фракционная кристаллизацияпироксена. Вулкан расположен в части Анюйского района, где рельеф рассекает разлом, возможно, палеозойского возраста. По бокам разлома обнажаются палеозойские и, возможно, протерозойские породы. Ряд вулканитов, как эффузивных, так и интрузивных, приурочены к разлому и восходят еще к девону. Лавовые потоки конусов Бета и Гамма, по-видимому, образовались первыми. Возраст вулканов измерен с применением метода аргон - аргонового датирования, и это дало цифру в 277300 ± 2100 лет. Этот возраст может отражать более общее вулканическое событие на северо-востоке России, поскольку в это время были активны и другие местные вулканы. Формирование конуса Альфа характеризовалось чередованием эксплозивной и эффузивной активности. Вулкан Анюйский находится на 100 километров севернее. Он и Алучин образуют Анюйскую группу вулканов, извергавших сходные по составу вулканические породы; их деятельность связана с бывшими и современными границами плит на северо-востоке России.